# Philippe Beaussant
Philippe Beaussant (* 6. Mai 1930 in Caudéran, Département Gironde; † 8. Mai 2016 in Paris) war ein französischer Romancier und Musikologe.

## Leben
Philippe Beaussant studierte an der Sorbonne und war zunächst Lektor für Französische Literatur an der Flinders University in Adelaide.
Bekannt wurde Beaussant wegen seines Eintretens für ein neues Aufblühen der französischen Musik aus der Zeit der Bourbonen. Er gründete das Institut de musique et danse anciennes sowie unterstützt von Vincent Berthier de Lioncourt das Centre de musique baroque de Versailles. Seine Lully-Biographie war eine Grundlage für den Film Der König tanzt.
2007 wurde Beaussant als Nachfolger des verstorbenen Schriftstellers Jean-François Deniau in die Académie française (Fauteuil 36) aufgenommen. Die Akademie Charles Cros verzeichnete ihn ebenfalls als Mitglied.
Philippe Beaussant starb am 8. Mai 2016 und fünf Tage später fand in der Kathedrale Saint-Louis von Versailles der Beerdigungsgottesdienst statt.
Der 1957 geborene Antoine Beaussant ist sein Sohn.

## Ehrungen
- 1993 Grand Prix du Roman für seinen Roman Héloïse.

## Schriften
- Lully ou Le musicien du Soleil. Gallimard/Théâtre des Champs-Élysées, Paris 1992.